# 克萊城 (阿拉巴馬州)
克萊城（英語：Clay Town）是一個位於美國阿拉巴馬州鮑德溫縣的非建制地區。該地的面積和人口皆未知。

## 地理
克萊城的座標為30°29′09″N 87°48′24″W / 30.485833°N 87.806667°W，而該地最高點為海拔高度5米（即16英尺）。